# Wolfgang Saschowa
Wolfgang Saschowa (* 29. März 1930 in Berlin; † 22. Oktober 2010 ebenda) war ein deutscher Pianist und Musikwissenschaftler.

## Werdegang
Saschowa wuchs als Sohn der in Berlin ansässigen Opernsängerin Clara Saschowa (geborene Zosel) und dem 1. Oboisten am Berliner Schauspielhaus, Max Saschowa († 1945), in Berlin auf und schloss an der Hochschule der Künste (heute UdK Berlin) sein Studium im Hauptfach Klavier ab.
In den folgenden Jahren widmete er sich insbesondere dem Œuvre der russischen Expressionisten (Anatol Liadow, Alexander Skrjabin) und spielte – zum Teil gemeinsam mit seiner ersten Frau, der Pianistin Ingeborg Wunder – sowohl vierhändige Werke und Stücke für 2 Klaviere, als auch Einzelwerke für Klavier im damaligen RIAS (heute Deutschlandradio) und Sender Freies Berlin (SFB, heute RBB) ein.
Enge Freundschaft und künstlerischen Austausch verband ihn u. a. mit den Brüdern Ludwig und Ingfried Hoffmann sowie Friedrich Gulda. Bei Carlo Zecchi und Maria Tipo nahm er in den 1960er Jahren an Meisterkursen teil und arbeitete u. a. mit Adam Harasiewicz und Babette Hierholzer.
1978 erhielt er gemeinsam mit Swjatoslaw Richter den Deutschen Schallplattenpreis für seine Einspielung der Skrjabinschen Etüden.
Es folgten Aufnahmen im Rundfunk und für Schallplatten, die bis Ende der 1980er Jahre veröffentlicht wurden.
In Konzerten mit dem RSO Berlin und Frankfurt und den Berliner Symphonikern spielte er u. a. César Franck und Skrjabin unter der Leitung von Alun Francis, Eliahu Inbal und Vladimir Ashkenazy.
In seiner Tätigkeit als Lehrer bildete er eine feste Schülerschaft von Preisträgern bei nationalen Wettbewerben (Steinway, Jugend musiziert), u. a. Babette Hierholzer, Alban Gerhardt, Florian de Gelmini, Andreas Wolter. In seiner Wohnung in Berlin trafen sich neben Freunden und Kollegen wie Martha Argerich oder Nelson Freire auch Musiker aus Oper und Theater. Bis kurz vor seinem Tod Im Jahr 2010 gehörte er fest zum Inventar der Berliner Konzerthäuser, deren Programm er zum Teil seit Anbeginn miterlebt hatte (Philharmonie Berlin Eröffnung am 15. Oktober 1963).